# Eumenes sikkimensis
Eumenes sikkimensis är en stekelart som beskrevs av Giordani Soika 1986. Eumenes sikkimensis ingår i släktet krukmakargetingar, och familjen Eumenidae. Inga underarter finns listade i Catalogue of Life.